# Andrologia
Andrologia is een internationaal, aan collegiale toetsing onderworpen wetenschappelijk tijdschrift op het gebied van de andrologie. Het wordt uitgegeven door Wiley-Blackwell.